# Tresilico
Tresilico è una frazione del comune di Oppido Mamertina in provincia di Reggio Calabria.
Nel 1927 il comune fu soppresso e annesso a Oppido con regio decreto.

## Storia
Le sue origini risalgono alla Magna Grecia, lo testimoniano alcuni reperti archeologici rinvenuti nella chora, il territorio limitrofo alla antica polis di Reggio, come una coppa vitrea del III secolo a.C. proveniente da Tresilico e conservata nel museo nazionale di Reggio Calabria.
Tresilico è sede di un antico e importante santuario dedicato alla Madonna delle Grazie.